# Zestawienie obrotów i sald
Zestawienie obrotów i sald – zestawienie obejmujące wykaz wszystkich kont syntetycznych, ich salda początkowe, obroty debetowe i kredytowe oraz salda końcowe. Nazywane czasami bilansem próbnym. Zestawienie to pełni funkcję kontrolną oraz informacyjną. Zgodnie z artykułem 18 ust. 1 ustawy o rachunkowości zestawienie obrotów i sald powinno być sporządzone nie rzadziej niż na koniec miesiąca i powinno zawierać:
1. symbole lub nazwy kont,
2. salda kont na dzień otwarcia ksiąg rachunkowych, obroty za okres sprawozdawczy i narastająco od początku roku obrotowego oraz salda na koniec okresu sprawozdawczego,
3. sumę sald na dzień otwarcia ksiąg rachunkowych, obrotów za okres sprawozdawczy i narastająco od początku roku obrotowego oraz sald na koniec okresu sprawozdawczego.